# 中野駅 (岐阜県)
中野駅（なかのえき）は、かつて岐阜県加茂郡八百津町にあった名古屋鉄道八百津線の駅である。

## 歴史
- 1930年（昭和5年）10月1日：東美鉄道の駅として開業。
- 1943年（昭和18年）3月1日：名古屋鉄道が東美鉄道を合併、同社の東美線の駅となる。
- 1948年（昭和23年）5月16日：線名改称により八百津線の駅となる。
- 2001年（平成13年）10月1日：八百津線の廃線に伴い廃駅。

## 駅構造
廃止時点では2両編成のみ対応した1面1線の地上駅であった。開業時より無人駅であった。廃止時点では駅舎は無く、ホームに屋根があるのみだった。スロープはなく、道路からは階段を通じて接続されていた。

### 配線図
| ← 明智方面 | 中野駅 構内配線略図 | → 八百津駅 |
| 凡例 出典: |                     |            |

## 乗客・貨物の推移
- 『名古屋鉄道百年史』によると1992年度当時の1日平均乗降人員は203人であり、この値は岐阜市内線均一運賃区間内各駅（岐阜市内線・田神線・美濃町線徹明町駅 - 琴塚駅間）を除く名鉄全駅（342駅）中318位、広見線・八百津線（16駅）中14位であった[1]。
- 『『岐阜県統計書デジタルアーカイブ』』による統計は以下の通り（1936-1954年は該当項目なし、1964年以降はネット未公開）

| 年度 | 乗車人員 | 降車人員 | 貨物発送トン | 貨物到着トン |
| ---- | -------- | -------- | ------------ | ------------ |
| 1930 | 2,391    | 2,105    | 0            | 0            |
| 1931 | 3,662    | 2,901    | 0            | 0            |
| 1932 | 3,315    | 2,626    | 0            | 0            |
| 1933 | 3,095    | 2,553    | 0            | 0            |
| 1934 | 2,847    | 2,303    | 0            | 0            |
| 1935 | 4,035    | 3,353    | 0            | 0            |
|      |          |          |              |              |
| 1955 | 32,836   | 32,265   | 0            | 0            |
| 1956 | 34,182   | 33,476   | 0            | 0            |
| 1957 | 35,459   | 35,071   | 0            | 0            |
| 1958 | 38,176   | 37,719   | 0            | 0            |
| 1959 | 36,487   | 36,277   | 0            | 0            |
| 1960 | 37,435   | 36,816   | 1,129        | 1,825        |
| 1961 | 45,518   | 44,438   | 0            | 0            |
| 1962 | 44,067   | 42,579   | 0            | 0            |
| 1963 | 34,540   | 34,525   | 0            | 0            |

## 駅周辺
民家が点在する田園地帯である。
- 中野公民館
- 内堀醸造本社

## 隣の駅
名古屋鉄道
八百津線
兼山駅 - 中野駅 - 八百津駅
- 1969年4月5日までは、八百津駅との間に伊岐津志駅が存在した。